# Jahia
Jahia — система управления корпоративным контентом для платформ Microsoft Windows и Unix, написанная на Java.
Основные модули:
- репозиторий контента,
- готовый к использованию веб-портал,
- фреймворк для управления и использования стандартным содержимым портала,
- интерфейс CIFS, предоставляющий совместимость с файловыми системами Microsoft Windows и Unix через интернет,
- систему управления веб-контентом (WCMS),
- механизм индексирования и поиска Lucene с поддержкой технологии OpenSearch.

Начиная с версии 6.0, Jahia стала использовать AJAX-фреймворк GWT (Google Web Toolkit). Для разработчиков есть система шаблонов, поддержка портлетов.
Для администраторов системы есть поддержка кластеризации, система кэширования, система ролей и управления правами пользователей, система фоновой обработки процессов. Для редакторов в Jahia предлагает возможность редактирования содержимого прямо на странице, возможность импорта и экспорта по стандарту JSR 170 и поддержку многоязычности.
Разработчик — франко-швейцарская компания Jahia Solutions Group — выпускает систему в двух редакциях: бесплатной общественной под лицензией GNU GPL и корпоративной под проприетарной лицензией.